# Koło Szosy (Żerniki Górne)
Koło Szosy – część wsi Żerniki Górne w Polsce, położona w województwie świętokrzyskim, w powiecie buskim, w gminie Busko-Zdrój.
W latach 1975–1998 Koło Szosy administracyjnie należało do województwa kieleckiego.